# Tambor akan
El tambor akan es un tambor que se fabricó en África Occidental y luego se encontró en la colonia de Virginia en América del Norte. Ahora es el objeto afroamericano más antiguo del Museo Británico y posiblemente el más antiguo que sobrevive en cualquier lugar. El tambor es un recordatorio de la participación de los tres continentes en los aproximadamente doce millones de personas transportadas a través del Océano Atlántico como parte de la trata transatlántica de esclavos. El tambor se exhibe normalmente en la Sala 26 —la galería de América del Norte— en el Museo Británico.

## Descripción
El tambor está hecho de dos especies de madera que son nativas del África subsahariana, Baphia y Cordia africana. Esta última madera dura de grano fino es conocida por su capacidad de tallado y su resonancia, lo que la hace especialmente adecuada para la elaboración de instrumentos musicales. El parche de tambor procedía de un cuero de ciervo y se tensaba sobre la estructura de madera con fibra vegetal.

## Procedencia

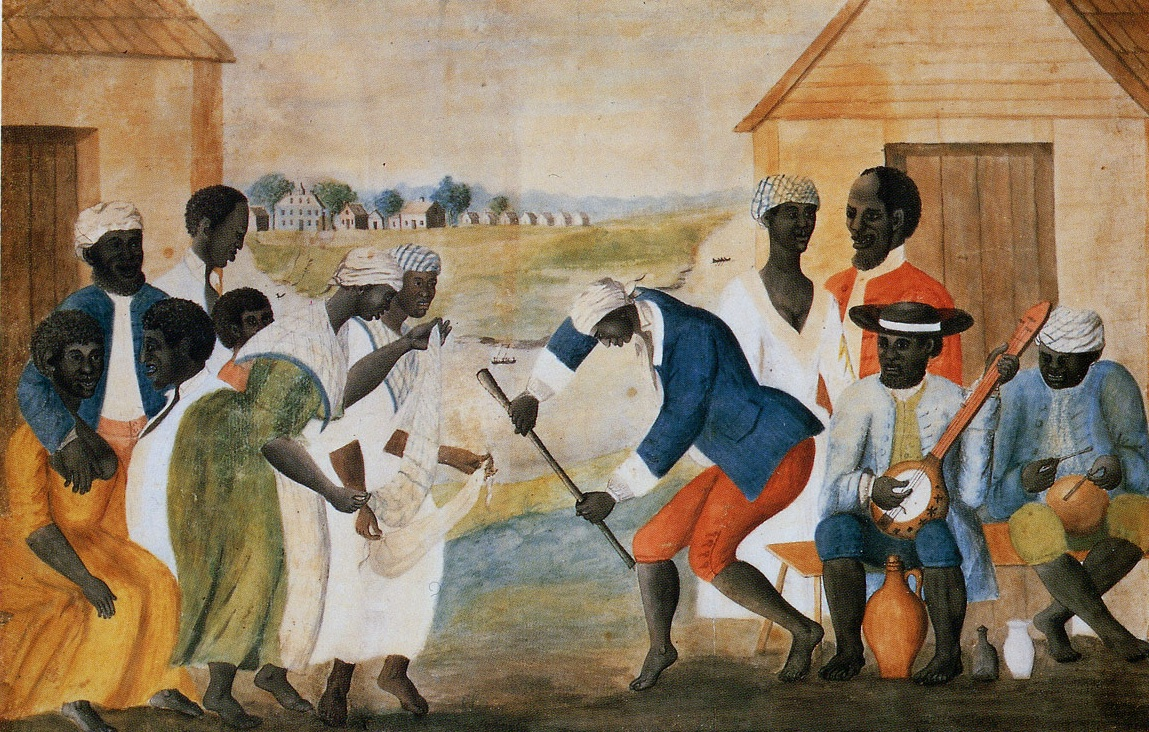
The Old Plantation c. 1785-1795. Acuarela de finales del que muestra a esclavos bailando, con un banjo y un tambor, en una plantación de Carolina del Sur.

El tambor se fabricó en la región de Ghana, en África Occidental, entre 1700 y 1745, y se presume que viajó a América a bordo de un barco negrero. Como las personas esclavizadas habían sido prisioneros de guerra o secuestrados de sus hogares, no habrían podido llevar ninguna posesión personal. Por lo tanto, se supone que el tambor fue traído por un miembro de la tripulación o posiblemente por un hijo del jefe africano que había vendido a los esclavos para su transporte. Para ejercer su propiedad humana, los traficantes de esclavos «bailaban a los esclavos». Se supone que fue por eso por lo que se transportó el tambor. La palabra Akan se refiere a la cultura de lo que hoy es Ghana e incluye a los pueblos Fante, Asante y Akuapem.

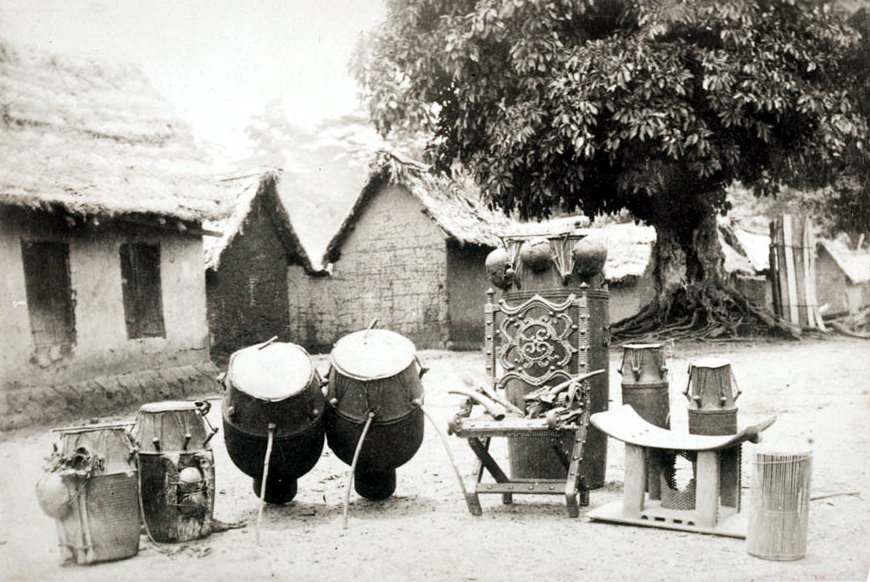
Tambores akan junto al trono del jefe de la tribu en Begoro, finales del

Este tambor en particular fue obtenido en Virginia por el reverendo Clerk en nombre del científico angloirlandés Sir Hans Sloane. Sloane había viajado por Jamaica y había observado de primera mano a personas esclavizadas tocando instrumentos, incluidos los que posteriormente se convertirían en el banyo. Sloane reunió ejemplos de las herramientas de la esclavitud y otros artefactos que incluían este tambor. Clerk y Sloane pensaron erróneamente que este tambor había sido fabricado por nativos americanos, sin embargo su viaje a Jamaica confirmó que efectivamente no solo era «africano» sino del pueblo Akan de Ghana, donde el instrumento abundaba entre otros del Akan como el arpa Seperewa. La colección de Sloane es una colección fundacional del Museo Británico, su colección fue comprada por el gobierno británico en 1753. El tambor todavía se exhibe en el Museo Británico como parte de la «colección Sloane». El catálogo de Sloane registra este artículo como «tambor hecho de un árbol hueco tallado en la parte superior con clavijas y correas con la parte inferior hueca de Virginia».
En 1906, los conservadores del Museo Británico se dieron cuenta de que el tambor no podía haber sido creado por los nativos americanos, sino que debía haber sido fabricado en África. En la década de 1970, fue posible utilizar la experiencia de Kew Gardens para determinar que la madera se cultivaba en África. Se cree que el tambor se hizo originalmente para un músico en la orquesta de un jefe africano.

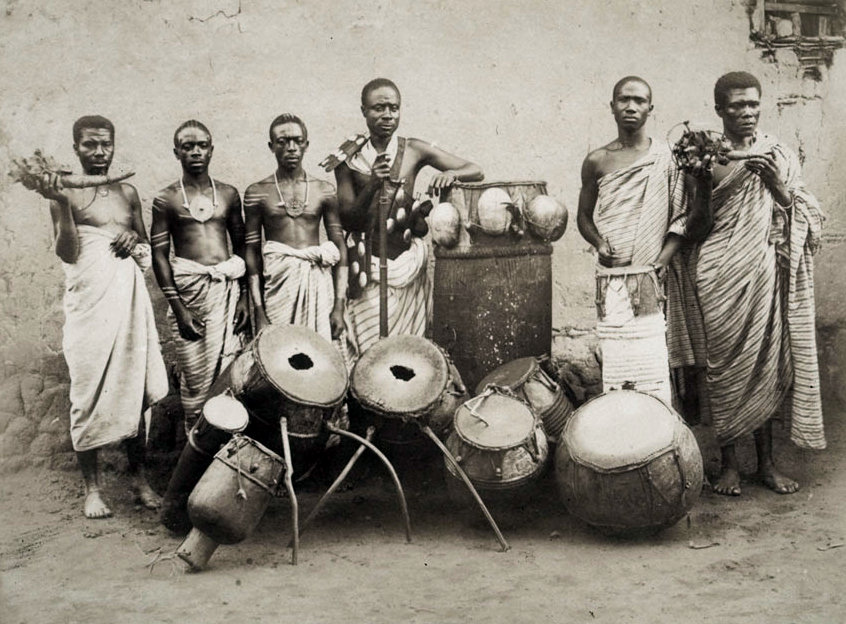
Jefa de la orquesta de Abetifi, c. 1890, mostrando un tambor similar

## Importancia
Este es el objeto afroamericano más antiguo del Museo Británico y formó parte de su colección fundacional. Este tambor fue elegido para aparecer en Una historia del mundo en cien objetos, una serie de programas de radio que comenzó en 2010 como una colaboración entre la BBC y el Museo Británico.
El tambor también se ha utilizado como objeto principal en una exhibición especial en el Museo Británico en 2010 titulada «De África a América: tambores, esclavitud, música». La exposición analizó cómo se utilizó este tambor en la «danza de los esclavos», pero también como un ejemplo de la colisión de culturas creada por la trata de esclavos que finalmente condujo al jazz y al rock and roll. Los dueños de esclavos no estaban seguros de cómo debían tratar la música africana por lo que en algunas plantaciones se prohibieron los tambores.
En septiembre de 2020, el tambor Akan fue seleccionado para aparecer en la serie «Objects of Crisis» del Museo Británico en YouTube por la exvicepresidenta de los fideicomisarios del Museo, Bonnie Greer. La serie, presentada por Hartwig Fischer, pretendía resaltar objetos de la colección del Museo Británico que muestran cómo la gente del pasado se ha enfrentado a grandes desafíos.